# Puerto Amaro
Puerto Amaro, també conegut com a Amaro, és una entitat de població de l'Uruguai, ubicada al sud-est del departament de Cerro Largo, limítrof amb el departament de Treinta y Tres. Té una població aproximada de 100 habitants, segons les dades del cens del 2004.
Es troba a 7 metres sobre el nivell del mar.